# Agassizhorn
 El Agassizhorn es una montaña de los Alpes de Berna en Suiza. Se encuentra justo al noroeste del Finsteraarhorn, la cumbre principal de la cordillera. El Agassizhorn es el punto triple entre los valles del glaciar Lower Grindelwald, el glaciar Unteraar y el glaciar Fiescher. Debido a que los glaciares de Lower Grindelwald y Unteraar drenan en el Aar y, por lo tanto, en el Rin y el Mar del Norte, mientras que el glaciar Fiescher drena en el Ródano y, por tanto, en el Mar Mediterráneo, el Sidelhorn se encuentra en la divisoria continental europea.
Administrativamente, la cumbre es compartida por los municipios de Grindelwald, al noroeste, Guttannen, al noreste, y Fieschertal, al sur. Grindelwald y Guttannen están en el cantón de Berna, mientras que Fieschertal está en el cantón de Valais.
La montaña lleva el nombre del geólogo y explorador suizo Louis Agassiz. 